# Abschied
Abschied é um filme da Alemanha. O filme estreou em Berlim em 25 de agosto de 1930.

## Resumo
O primeiro trabalho do escritor Emerich Pressburger para a UFA: a adaptação cinematográfica (juntamente com Irmgard von Cube) para o segundo filme de Robert Siodmak, uma variante folclórica da história-de-pessoas-no-hotel.
O trabalho de câmara é de Eugen Schufftan, o conhecido director de fotografia da UFA, com 'Abschiedswaizer' a continuar a ser uma conhecida canção.
A caracterização que Siodmak faz dos hóspedes, toma este filme um dos melhores do género.

## Elenco
- Aribert Mog
- Brigitte Horney
- Emilia Unda
- Frank Günther
- Konstantin Mic
- Edmée Symon

## Ficha técnica
- Direcção: Robert Siodmak